# Anne Gine Løvnes
Anne Gine Løvnes (* 14. März 2003) ist eine norwegische Leichtathletin, die sich auf den Mittelstreckenlauf fokussiert.

## Sportliche Laufbahn
Erste Erfahrungen bei internationalen Meisterschaften sammelte Anne Gine Løvnes im Jahr 2022, als sie bei den U20-Weltmeisterschaften in Cali mit 2:06,78 min im Halbfinale im 800-Meter-Lauf ausschied. Zudem begann sie im selben Jahr ein Studium an der Oklahoma State University in den Vereinigten Staaten. Im Jahr darauf schied sie bei den U23-Europameisterschaften in Espoo mit 2:08,40 min in der ersten Runde über 800 Meter aus und 2025 kam sie bei den Halleneuropameisterschaften in Apeldoorn mit 4:18,44 min nicht über die Vorrunde im 1500-Meter-Lauf hinaus. Im Juli belegte sie bei den U23-Europameisterschaften in Bergen in 4:12,12 min den neunten Platz über 1500 Meter und gelangte kurz darauf bei den World University Games in Bochum mit 4:21,80 min auf den siebten Platz.
2025 wurde Løvnes norwegische Meisterin im 1500-Meter-Lauf im Freien sowie auch in der Halle.

## Persönliche Bestleistungen
- 800 Meter: 2:03,09 min, 15. Mai 2025 in Tønsberg
  - 1000 Meter (Halle): 2:43,47 min, 28. Januar 2024 in Breslau (norwegischer Rekord)
- 1500 Meter: 4:10,23 min, 2. Juli 2025 in Oslo
  - 1500 Meter (Halle): 4:18,44 min, 6. März 2025 in Apeldoorn
- Meile: 4:33,89 min, 24. August 2024 in Stirling